# Pithecellobium bipinnatum
Pithecellobium bipinnatum är en ärtväxtart som beskrevs av Maria de Lourdes Rico. Pithecellobium bipinnatum ingår i släktet Pithecellobium och familjen ärtväxter. Inga underarter finns listade i Catalogue of Life.